# Johannes Isopedius Holtzberg
Johannes Isopedius Holtzberg, föddes 4 december 1677 i Tensta församling, Uppsala län, död 3 maj 1741 i Åtvids församling, Östergötlands län, var en svensk präst.

## Biografi
Johannes Isopedius Holtzberg föddes 4 december 1677 i Tensta socken. Han var son till kyrkoherden Johannes Isopedius och Margareta Chytræus i Hållnäs socken. Holtzberg blev 1691 student vid Uppsala universitet, Uppsala (han saknas i universitets matrikel) och tog 1707 magister vid Greifswalds universitet, Greifswald. Han prästvigdes 1709 till regementspastor vid Östgöta kavalleriregemente och blev 1713 kyrkoherde i Drothems församling, Drothems pastorat. Holztberg blev 1719 kyrkoherde i Konungsunds församling, Konungsunds pastorat och 2 oktober 1733 kyrkoherde i Åtvids församling, Åtvids pastorat. Han avled 3 maj 1741 i Åtvids socken.

### Familj
Holtzberg gifte sig 28 april 1711 med Annika Printz (1691–1748). Hon var dotter till kyrkoherden Olavus Printz i Drothems församling och Christina Carneij. De fick tillsammans barnen Margareta Christina Holtzberg som var gift med kollegan A. Moselius vid Norrköpings trivialskola, Anna Catharina Holtzberg (född 1713) som var gift med kornetten Gottfrid Gierkov, Johannes Holtzberg (född 1714), Brita Maria Holtzberg (1716–1716), Olaus Holtzberg (1717–1732), Eric Holtzberg (född 1719), Petrus Holtzberg (1720–1720), Carl Holtzberg (1721–1721), Helena Holtzberg (född 1722), Fredric Holtzberg (1724–1724), Maria Holtzberg (1727–1747) och Hedvig Johanna Holtzberg (född 1728) som var gift med mönsterskrivaren Joahn Wigholm.